# Grb Mauricijusa
Grb Mauricijusa sastoji se od štita podijeljenoga u četvrtine oko kojeg se nalaze ptica dodo i jelen. Ispod štita je traka s natpisom "Stella Clavisque Maris Indici" (Zvijezda i ključ Indijskog oceana).

## Također pogledajte
- Zastava Mauricijusa